# ロレンツ・ディーフェンバッハ

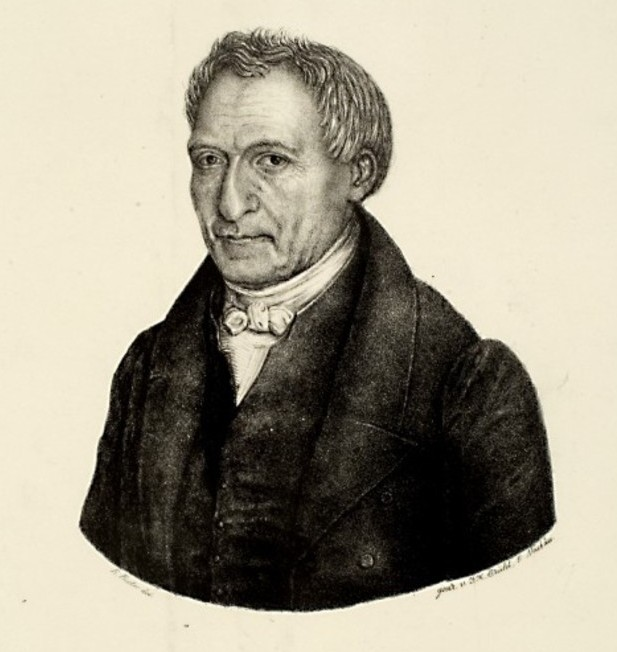
Lorenz Diefenbach

ゲオルグ・アントン・ロレンツ・ディーフェンバッハ（Georg Anton Lorenz Diefenbach、1806年7月19日 - 1883年3月28日）は、ヘッセンのヴェッテラウ郡ブッツバッハ (Butzbach) 近郊のオストハイム (Ostheim) に生まれ、ダルムシュタットに没した、司書、聖職者、ドイツ学者、辞書編集者、ドイツ国民運動 (Deutschnationale Bewegung) 系の著作家。

## 人物
ディーフェンバッハは、ベルリンの科学アカデミーの会員であり、ヤーコプ・グリムの友人であった。ディーフェンバッハは、皮肉にも後にナチズムによって本来の趣旨から歪められて広まった「働けば自由になる (Arbeit macht frei)」という表現を、1872年にウィーンで新聞に発表し、翌1873年にブレーメンで出版した短編小説の表題としたことで最もよく知られている。この話は、高貴な身分の女性エロディー・フォン・ベンテム (Elodie von Bentem) が、平穏な結婚生活の中でありがちな一連の出来事を経て、偏見とジェンダー意識に由来した個人への様々な制約を克服していく術を、労働の中に見出していくというものである。脇筋の中で語られる主人公とは対称的な人々の話も、労働の意義に焦点を当てたものとなっている。
ディーフェンバッハは、このほかに、詩や、ドイツ語の方言に関する研究など多数の言語学関係の論文を残した。ディーフェンバッハが編纂した辞書類、特に2点のラテン語＝ドイツ語対照語彙集は、今日も研究に値するものとなっている。彼の『Glossarium Latino-Germanicum（ラテン語＝ドイツ語対照語彙集）』の内容の多くは、『Glossarium ad scriptores mediae et infimae latinitatis』の改訂に反映された。
ディーフェンバッハは、1848年にオッフェンバッハ・アム・マインの名誉市民となった。

## おもな業績
- Über die jetzigen romanischen Schriftsprachen. J. Ricker, Leipzig 1831 (online).
- Glossarium Latino-Germanicum mediae et infimae aetatis. Baer, Frankfurt am Main 1857 (online). Nachdruck: Wissenschaftliche Buchgesellschaft, Darmstadt 1997.
- Novum glossarium latino-germanicum mediae et infimae aetatis. Beiträge zur wissenschaftlichen Kunde der neulateinischen und der germanischen Sprachen. Sauerländer, Frankfurt am Main 1867 (online). Nachdruck: Scientia, Aalen 1997.
- Vergleichendes Wörterbuch der gothischen Sprache: Lexicon comparativum linguarum indogermanicarum (= Vergleichendes Wörterbuch der germanischen Sprachen: und ihrer sämtlichen Stammverwandten mit besonderer Berücksichtigung der romanischen, lithauisch-slavischen und keltischen Sprachen und mit Zuziehung der finnischen Familie. Bd. 1/2). 2 Bände. Baer, Frankfurt am Main 1851 (Bd. 1, Bd. 2).
- (mit Ernst Wülcker) Hoch- und nieder-deutsches Wörterbuch der mittleren und neueren Zeit. Schwabe, Basel 1885 (archive.org: , ). Nachdruck: Olms, Hildesheim 1965 (DRW Online).